# Arroyo Tres Cruces Chico
Der Arroyo Tres Cruces Chico ist ein Fluss im Norden Uruguays.
Er entspringt auf dem Gebiet des Departamento Artigas in der Cuchilla Yacaré Cururú einige Kilometer südöstlich der Tres Cerros del Catalán, nahe der Quelle des Arroyo del Sauce. Von dort fließt er zunächst nach Norden und ändert ungefähr ab der Unterquerung der Ruta 4 seine Wegrichtung nach Westen. Er verläuft in einigen Kilometern Entfernung zur nördlich gelegenen Ruta 30 nahezu parallel bis zu seiner Mündung als rechtsseitiger Nebenfluss südöstlich von Javier de Viana in den Arroyo Tres Cruces Grande.